# Choắt chân màng lớn
Choắt chân màng lớn (danh pháp hai phần: Limnodromus semipalmatus) là một loài chim trong họ Scolopacidae.

## Hình ảnh